# Anders W. Berthelsen
Anders W. Berthelsen est un acteur danois, né le 28 septembre 1969 à Rødovre.

## Biographie
Il étudie à l'École nationale de théâtre du Danemark dont il sort diplômé en 1994.
Il est repéré par le réalisateur Niels Arden Oplev en 1996, et trouve son premier grand rôle à la télévision dans la série Taxa en 1997.
Il joue dans des films danois présentés dans les grands festivals internationaux, comme Mifune à la Berlinale 1999 ou Italian for Beginners à la Berlinale 2001. 

## Filmographie

### Longs métrages
- 1996 : Portland de Niels Arden Oplev
- 1999 : Mifune de Søren Kragh-Jacobsen : Kresten
- 2000 : Le Poids de l'eau de Kathryn Bigelow : Evan Christenson
- 2000 : Italian for Beginners de Lone Scherfig : Andreas
- 2004 : Kongekabale de Nikolaj Arcel : Ulrik Torp
- 2006 : We Shall Overcome de Niels Arden Oplev : Freddie Svale
- 2007 : Just Another Love Story (Kærlighed på film) de Ole Bornedal
- 2007 : L'Île aux sorciers de Nikolaj Arcel : Herman
- 2008 : To verdener de Niels Arden Oplev : John
- 2011 : Superclásico de Ole Christian Madsen : Christian
- 2014 : Kapgang de Niels Arden Oplev : Hans
- 2015 : Comeback de Natasha Arthy
- 2019 : Ser du månen, Daniel de Niels Arden Oplev
- 2020 : Erna i krig de Henrik Ruben Genz
- 2022 : Rose de Niels Arden Oplev : Vagn

### Séries télévisées
- 1997-1999 : Taxa : René Boye-Larsen
- 2004-2007 : Krøniken : Palle From
- 2012 : The Killing : Robert Zeuthen
- 2019 : Kidnapping : Rolf Larsen

## Distinctions

### Nominations
Il est nommé dans la catégorie du meilleur acteur lors de la 12e cérémonie des prix du cinéma européen pour son rôle dans Mifune.
En 2015, il est nommé dans la catégorie du meilleur acteur dans un second rôle à la 68e cérémonie des Bodil Awards.